# Комусо
Комусо (яп. 虚無僧, комусо:, букв. «монахи пустоты») — монахи дзэнской школы Фукэ в Японии. Отличительной чертой монахов являлась практика суйдзэн в виде игры на сякухати (длинной японской флейте из бамбука) и большая тростниковая шляпа тэнгай (яп. 天蓋), полностью скрывавшая голову.

## Происхождение
Наименование последователей Фукэ словом «комусо» связывается с самураем Кусуноки Масакацу. «Повесть о Великом мире» XIV века рассказывает читателям о том, как Масакацу храбро служил своему проигравшему в войне сюзерену. После передачи сюзереном знаков власти противнику Масакацу стал ронином — самураем без хозяина. Согласно тексту «Кётаку Дэнки», ронин Масакацу, заложивший основы внешней формы Фукэ, был одет в одежду нищего и самурая одновременно. Большая шляпа, закрывавшая лицо, имела маленькие вертикальные прорези напротив глаз. С позиции учения дзэн шляпа показывала абсолютную отрешенность самурая-нищего от мира суеты. С самурайской позиции такая шляпа помогала Масакацу, чтобы его не узнали враги сюзерена. После того как Масакацу стал монахом, он принял буддийское имя Кёму, которое являлось сокращением от Кёмукудзяку («Пустота и небытие»). Кёму путешествовал по стране, играя мелодию «Колокольчик пустоты», и отвечал на часто задаваемый ему вопрос, кто он, фразой «монах Пустоты и Небытия».

## Внешний вид
Кроме флейты сякухати и скрывавшей лицо тростниковой шляпы тэнгай каждый комусо после принятия в школу получал два меча. Первый меч, являвшийся коротким мечом или кинжалом, назывался «малая сякухати» и закреплялся возле пояса. Второй длинный меч был сделан из дерева, имел длинную рукоятку и напоминал внешним видом посох или алебарду. Его назначение точно не известно, но некоторые исследователи предполагают, что он использовался в тайных эзотерических боевых практиках школы.
Шляпа тэнгай («крышка Неба») была сакральным предметом одежды. Значение шляпы раскрывалось в следующих строках: «Тэнгай, одеяние, предписанное общине, является частью украшения трёх тел Будды (Трикая)». Тэнгай воплощал суть учения школы, поэтому последователю нельзя было выходить на улицу без этой шляпы. По тому, как последователь надевал тэнгай и удерживал свою флейту, другие последователи моментально определяли, нужен ли монаху ночлег или нет. Также тэнгай защищал от дождя и мог изготавливаться только в главных столичных храмах школы, которые не разглашали точную конструкцию шляпы. Использование тэнгай как способа сохранения анонимности последователей школы также связывается с политическими причинами.
Монашеское одеяние кэса служило «одеждой учения» и «доспехами смирения» и помогало, согласно учению школы, ликвидировать гнев, лень и ложное знание. Внешне кэса выглядела как прямоугольная накидка с решётчатым узором. Разные по цвету кэсу соответствовали рангу последователя в школе и надевались вместе с сандалями дзори или деревянными гэта, имевшими высокую платформу.
Кэнконбари являлась дощечкой из дерева, носившейся монахом на груди. На одной стороне дощечки было написано «не рождённый, не умирающий», на другой — дзэнское имя последователя. За спиной комусо держал одеяло фукусу, а на поясе располагались «Котомки трёх долин», включавшие в себя две коробочки для текстов буддийских гимнов и небольших молитвенных табличек и чашу для подаяния. Одну из коробочек разрешалось использовать для хранения мелких денег.

## Традиции
Монахам комусо запрещалось много разговаривать. На вопрос «куда вы идёте?» комусо отвечал «повсюду и никуда», «в любом направлении» или «иссё фудзю» («в одном месте не жить»). Комусо мог называть лишь своё имя в традиции и название храма школы. Если спрашивающий задавал другие вопросы, комусо отходил на несколько шагов назад и говорил: «Что вы можете спрашивать у того, кто состоит из пустоты, обёрнутой телом, и кто носит сякухати бесконечной Пустоты?».
Комусо использовали свою флейту в самых разнообразных ситуациях, например, как при встрече с собратьями по школе, так и при встрече с врагом. Во втором случае адепт использовал сякухати и любые подручные материалы для отражения удара врага. Если предстоявший поединок не имел молниеносный характер, то комусо проходил через следующую последовательность отражения угрозы. Сначала он замирал в неподвижности, сосредотачиваясь, затем выверенным плавным действием отвязывал «котомки» от пояса. Только после этого монах имел право извлечь кинжал.
Если монах умирал в дороге, то по традиции его укрывали одеялом, а в качестве могильной доски использовали дощечку кэнконбари. Каких-либо погребальных церемоний не использовали, считая, что мелодию сякухати будет исполнять для монаха ветер.